# 哈肯山
47°33′40″N 12°15′18″E / 47.56111°N 12.25500°E

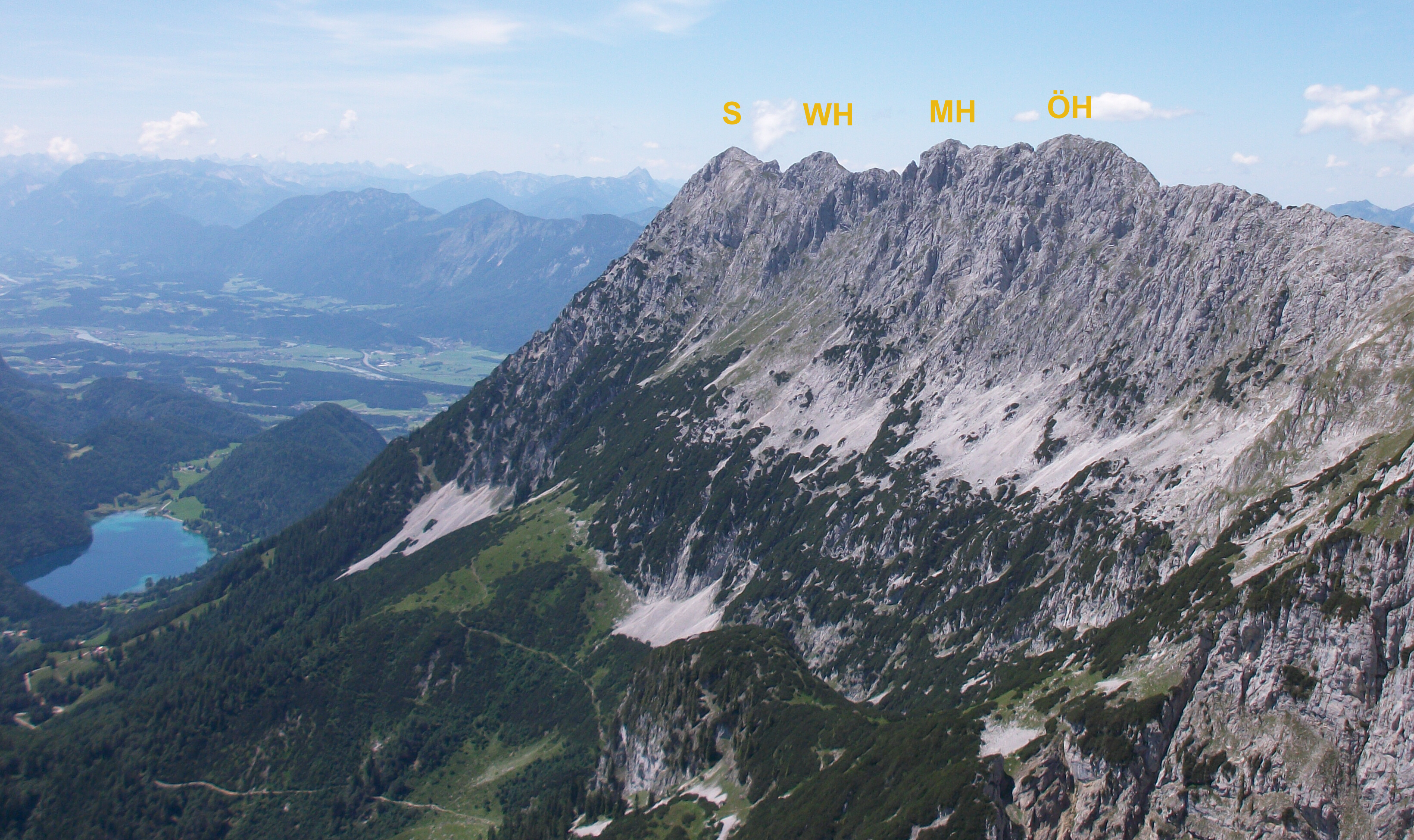

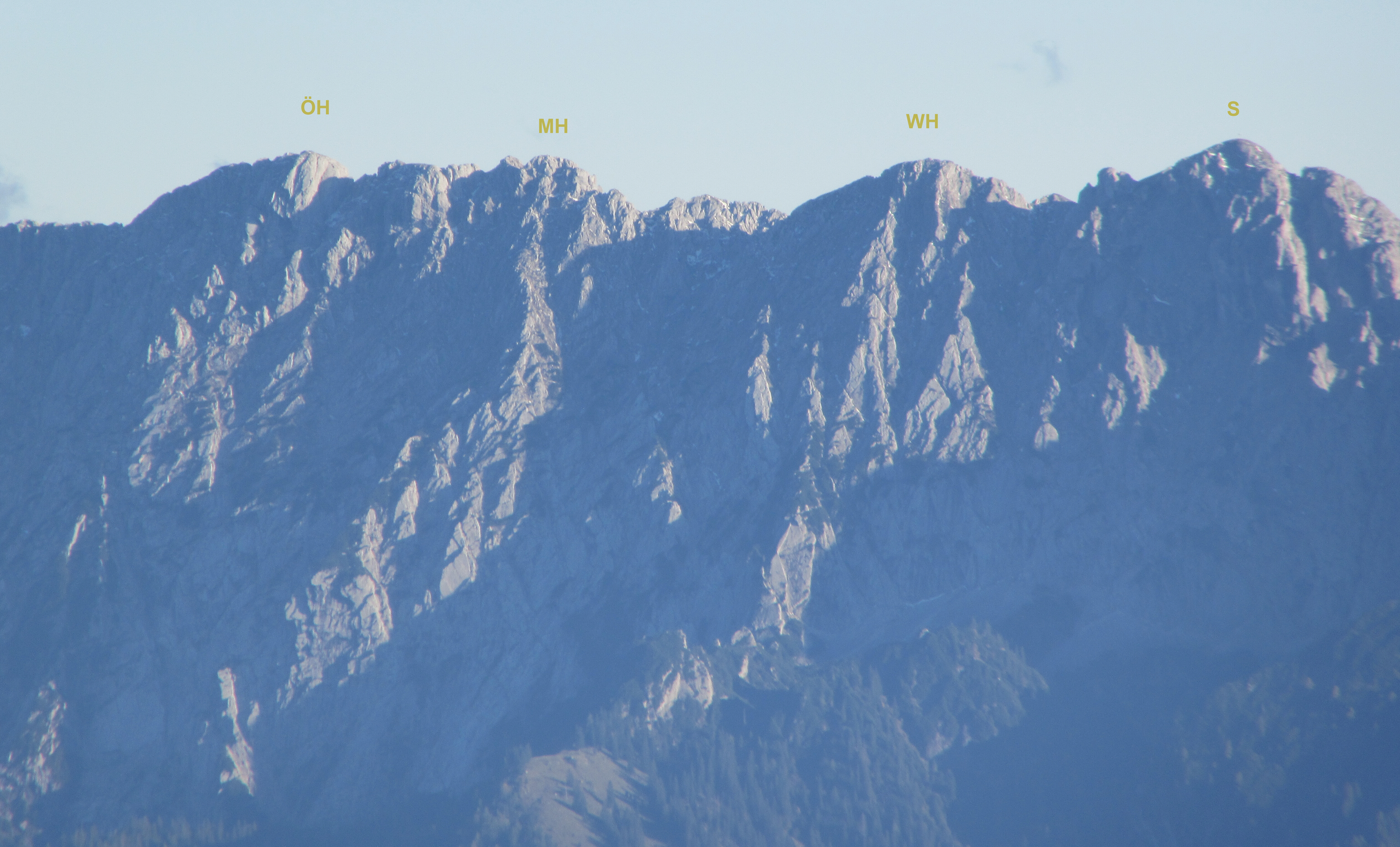

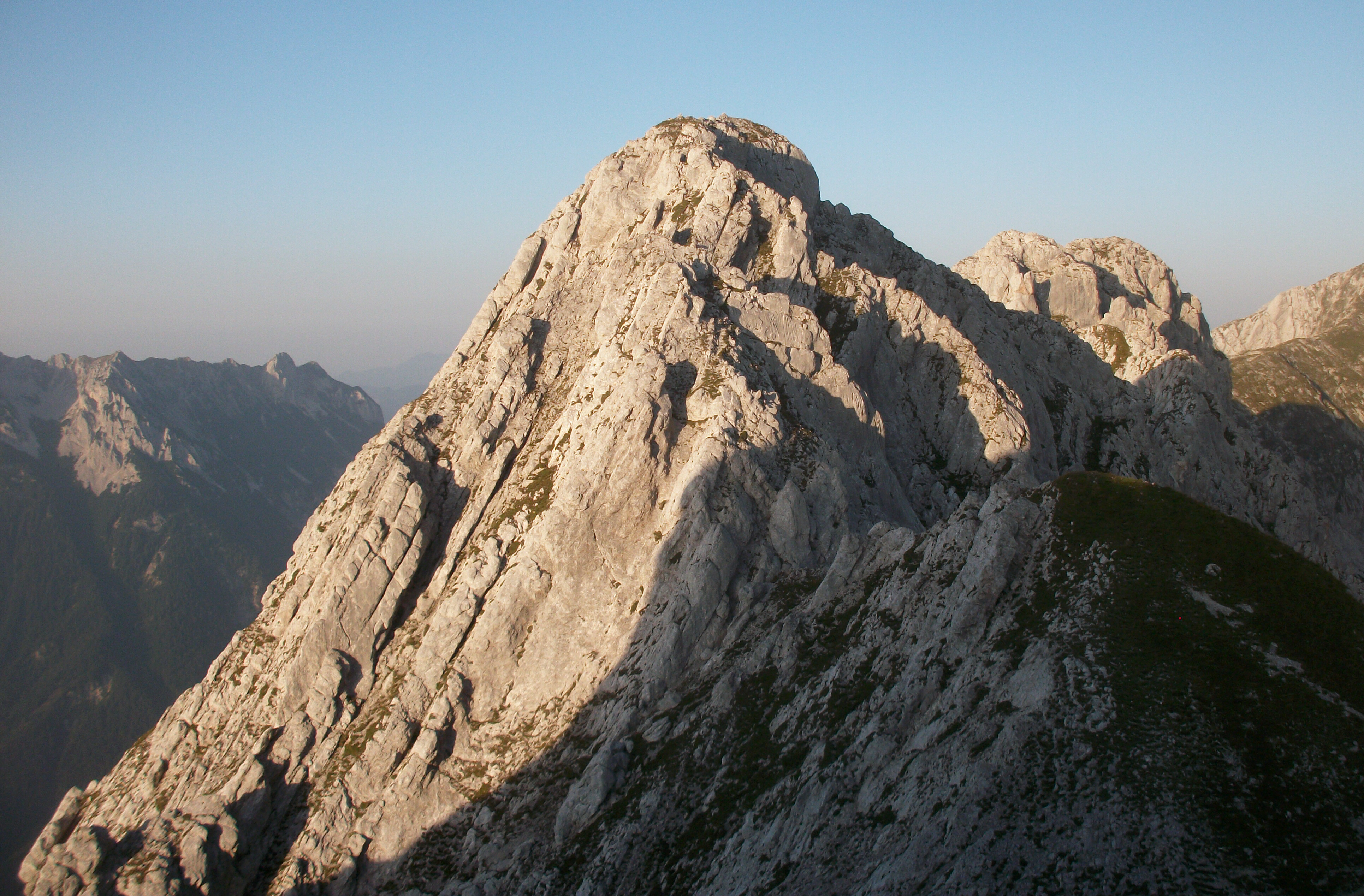

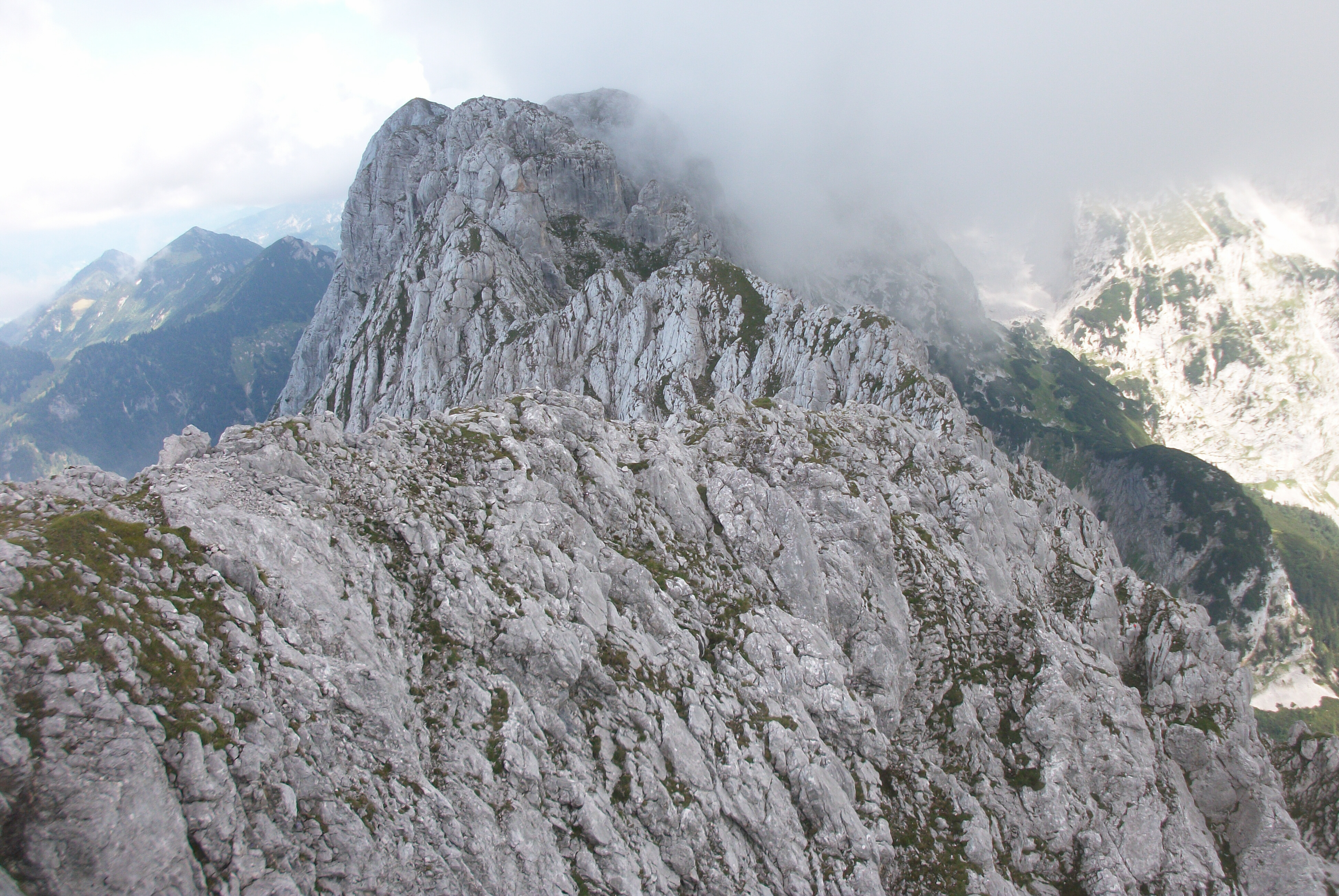

哈肯山（德語：Hackenköpfe），是奧地利的山峰，位於該國西部，由蒂羅爾州負責管轄，處於庫夫施泰因，屬於皇帝山脈的一部分，該山峰海拔高度2,125米。